# 小行星3329
小行星3329（3329 Golay）是一颗绕太阳运转的小行星，为主小行星带小行星。该小行星于1985年9月12日发现。

## 轨道参数
小行星3329的轨道半长轴为2.9958722 UA，离心率为0.089。